# Łojki
Łojki [ˈwɔi̯ki] é uma aldeia localizada na região administrativa da comuna de Blachownia, no condado de Częstochowa, voivodia de Silésia, no sul da Polônia. A aldeia tem uma população de 1 311 habitantes.